# Symmachia leopardinum
Symmachia leopardinum is een vlindersoort uit de familie van de prachtvlinders (Riodinidae), onderfamilie Riodininae.
Symmachia leopardinum werd in 1865 beschreven door C. & R. Felder.